# Берклі-сквер (фільм)
«Берклі-сквер» (англ. Berkeley Square) — американський кінофільм докодексового Голлівуду режисера Френка Лойда 1933 року, з Леслі Говардом і Гезер Ейнджел в головних ролях. Фільм був оснований на однойменному п'єсі Джона Л. Балдерстона, який базується на новелі «Почуття минулого» Генрі Джеймса.

## Сюжет
Пітер Стендіш — архітектор, який живе в Лондоні 1933 року, який мріє про те, щоб більше дізнатись про свого багатого американського предка, який одного разу відвідав своїх бідних англійських родичів, взявшись заміж пра-пра-бабцю Пітера, Кейт. Після напруженої роботи розуму і рук, йому все-таки вдається винайти спосіб переміщатися в часі і він вирушає на 149 років тому, в той момент, коли його іменований попередник переступив поріг будинку своїх майбутніх родичів. Але, через його втручання у минуле, відбулося непоправне: американець закохується в сестру Кейт, Хелен, а сама Кейт з'являються почуття до Пітера...

## У ролях
- Леслі Говард — Пітер Стендіш
- Гізер Енджел — Хелен Петтігрю
- Валері Тейлор — Кейт Петтігрю
- Айрін Браун — леді Енн Петтігрю
- Беріл Мерсер — місіс Барвік
- Колін Кіт-Джонстон — Том Петтігрю
- Алан Моубрей — майор Клінтон